# エルバート郡 (コロラド州)
座標: 北緯39度35分 西経104度46分 / 北緯39.583度 西経104.767度
エルバート郡（英: Elbert County）は、アメリカ合衆国のコロラド州にある郡。人口は2万9382人（2024年推計）。郡庁所在地はカイオワ (Kiowa)。コロラド州の郡の中で21世紀になって最も人口が増えた。
エルバート郡は、地方にあるにもかかわらずデンヴァー＝オーロラ＝ブルームフィールド都市統計地域やデンヴァー＝オーロラ＝ボールダー連立統計地域のなかに入っている。

## 歴史
エルバート郡は1874年2月2日に、ダグラス郡の東部が独立して設立された。しかし、そのわずか4日後に隣接していたグリーンウッド郡が解散されたため、その郡の北部を編入して面積はさらに大きくなり、カンザス州との境界にまで達した。エルバートという名は、郡が設立された時にコロラド準州の知事を務めていたサミュエル・ヒット・エルバートに因んで名づけられた。1889年には郡の東部でリンカーン郡、キットカーソン郡、シャイアン郡がそれぞれ設立され、郡の面積は縮小して現在の大きさになった。

## 地理
アメリカ合衆国国勢調査局によると、この郡は総面積4,794 km2 (1,851 mi2) である。このうち4,794 km2 (1,851 mi2)が陸地で、0 km2 (0 mi2) が海や湖などの水域である。総面積のうち0.01%が水域となっている。

### 隣接する郡
- アラパホ郡（北）
- リンカーン郡（東）
- エルパソ郡（南）
- ダグラス郡（西）

## 人口動静
2000年国勢調査によると、エルバート郡には19,872人、6,770世帯、及び5,652家族が暮らしている。人口密度は4/km2 (11/mi2) で、1/km2 (4/mi2) の平均的な密度に7,113軒の住居が建っている。この郡の人種の構成は白人95.22%、黒人（アフリカ系アメリカ人）0.64%、先住民0.63%、アジア系0.37%、太平洋諸島系0.09%、その他の人種1.28%、及び混血1.76%で、3.85%の人々がヒスパニックまたはラテン系である。
エルバート郡に住む6,770世帯のうち、42.80%は18歳未満の子どもと暮らしており、75.10%は夫婦で生活している。5.70%は未婚の女性が世帯主であり、16.50%は家族以外の住人と同居している。12.20%は独居で、全世帯の3.10%は65歳以上の独居老人世帯である。1世帯あたりの平均人数は2.93人であり、家庭の場合は3.19人である。
郡の住民は30.20%が18歳未満の子どもで、18歳以上24歳以下が5.50%、25歳以上44歳以下が32.80%、45歳以上64歳以下が25.50%、および65歳以上が6.00%となっている。平均年齢は37歳である。女性100人ごとに対して男性は100.60人いて、18歳以上の女性100人ごとに対して男性は99.90人いる。
郡の世帯ごとの平均収入は62,480米ドルで、家族ごとでは66,740米ドルである。男性の45,329米ドルに対して女性は29,767米ドルの平均的な収入がある。この郡の一人当たりの収入 (per capita income) は24,960米ドルである。総人口の4.00%、家族の2.50%は貧困線以下である。18歳未満の子どもの4.60%及び65歳以上の4.50%は貧困線以下の生活を送っている。

## 都市および町
- カイオワ (en:Kiowa, Colorado)
- エリザベス (en:Elizabeth, Colorado)
- アゲート (en:Agate, Colorado)
- エルバート (en:Elbert, Colorado)
- マシソン (en:Matheson, Colorado)
- ポンデローサ・パーク (en:Ponderosa Park, Colorado)
- シムラ (en:Simla, Colorado)
- フォンディス (Fondis)